# Bed Chem
"Bed Chem" é uma canção da cantora americana Sabrina Carpenter, gravada para seu sexto álbum de estúdio, Short n' Sweet (2024). Foi composta pela própria juntamente a Julia Michaels, Amy Allen, ao lado de seus produtores John Ryan e Ian Kirkpatrick. Originalmente, a canção ficou disponível como a sexta faixa do álbum em 23 de agosto de 2024, quando o álbum foi lançado pela Island Records. A gravadora enviou a faixa para rádios pop dos EUA em 8 de outubro de 2024, servindo como o quarto single do álbum. Musicalmente, é uma canção synth-pop que traz notas de R&B do início dos anos 2000.

## Antecedentes e lançamento
Em janeiro de 2021, Carpenter assinou um contrato de gravação com a Island Records. Em março de 2024, ela anunciou que estava trabalhando em seu sexto álbum de estúdio, explorando novos gêneros e esperando que isso anunciasse um novo capítulo em sua vida. Em antecipação à sua apresentação no Coachella, Carpenter anunciou que um single chamado "Espresso" seria lançado em 11 de abril de 2024. A canção foi um sucesso comercial, tornando-se seu primeiro single número um na parada Billboard Global 200 e sua primeira música a entrar no top 10 da Billboard Hot 100. Ela seguiu com "Please Please Please" em junho, que alcançou o primeiro lugar na Billboard Hot 100.
Antes do anúncio oficial, outdoors com tuítes sobre a altura de Carpenter começaram a aparecer por toda a cidade de Nova York. Em 3 de junho de 2024, ela anunciou que o álbum, intitulado Short n' Sweet, seria lançado através da Island Records em 23 de agosto de 2024, e revelou a sua capa. A lista de faixas foi revelada em 9 de julho de 2024. Carpenter escreveu a música ao lado das compositoras Julia Michaels e Amy Allen, e seus produtores, John Ryan e Ian Kirkpatrick. A faixa ficou disponível para download digital no álbum durante o seu lançamento em 23 de agosto de 2024.

## Composição

### Música e produção
"Bed Chem" é uma faixa synth-pop com infusão de R&B do início dos anos 2000 e tem duração de dois minutos e 51 segundos de duração. Foi gravada no Perch em Calabasas, Califórnia, Juicy Hill Studios nas Bahamas e no Playpen em Calabasas, Califórnia. Ryan e Kirkpatrick produziram e programaram a música. Eles tocam bateria, guitarra, teclado, percussão e baixo, e fizeram a engenharia de som com Jeff Gunnell. Nathan Dantzler masterizou a música com a ajuda de Harrison Tate, e Serban Ghenea a mixou no MixStar Studios em Virginia Beach com engenharia de Bryce Bordone.
A música tem um andamento de 95 bpm e está na tonalidade de lá maior. Ela é definida em uma assinatura de tempo 4/4 e apresenta alta energia. A progressão de acordes é D-Bm-G-A.

### Análise crítica
Após seu lançamento, vários jornalistas analisaram a música, sua letra e seus significados subsequentes. Jason Lipshutz, da Billboard, descreveu-a como "um flerte sonhador cheio de vocais precisos, toques pessoais, insinuações sexuais e melodias". O título da música, "Bed Chem", é uma abreviação de "química na cama", e sua letra gira em torno de Carpenter sentindo uma atração intensa por um homem, levando-a a imaginar como eles seriam juntos na cama. Ela canta sobre como o homem a cativou e o convida a "gozar em mim", apesar dos fusos horários diferentes. Ela usa gírias relacionadas à relação sexual, faz referência à posição sexual 69 e também faz vários eufemismos sobre o tamanho do pênis em suas letras.
A escritora da revista Paper, Erica Campbell, sentiu que a música destacou o lado sensual de Carpenter. Descrevendo sua concepção, Carpenter brincou dizendo que "havia muito vapor no estúdio. Era muito quente e pesado". Carpenter observou que, ao entrar no estúdio, ela queria "escrever uma música sexy e alegre". Ela citou a cantora americana Christina Aguilera como inspiração para a música, afirmando que a vibe retrô da canção foi influenciada por Aguilera e outras músicas que ela cresceu ouvindo.
Vários jornalistas também compararam a letra da música ao relacionamento entre Carpenter e seu então suposto namorado, o ator irlandês Barry Keoghan, onde Carpenter se lembra de usar um "vestido transparente", enquanto o homem na música usava uma jaqueta branca e tinha um sotaque forte. Maya Ernest, da Elle, e Sophie Hanson, do StyleCaster, perceberam várias referências a Keoghan, enquanto Dylan Kickham, do Elite Daily, opinou que Carpenter "deixou a musa [da música] incrivelmente clara", acrescentando que a música é "toda sobre a prowza de seu namorado Barry Keoghan no quarto". O próprio Keoghan declarou mais tarde em sua conta no Instagram que a música era sua favorita do Short n' Sweet.

## Crítica profissional
Campbell elegeu "Bed Chem" como faixa destaque em Short n' Sweet. Lipshutz classificou-a em quarto lugar entre as doze faixas do álbum, afirmando que ela tem "melodias fortes o suficiente para serem refrãos principais que então levam a melodias ainda melhores. Como uma frase, 'Bed Chem' está prestes a entrar no léxico cultural mais rápido do que você pode dizer 'me espresso'; como uma vitrine do que Carpenter faz de melhor, a música é sensual, sincera e destemida para fazer você rir. Independentemente de como 'Bed Chem' se sai nas paradas, considero esta como uma favorita dos fãs, sem dúvida." Sam Prance, da Capital, pensou que, no contexto de Carpenter "ser descaradamente excitante em sua música", ela havia "se superado" com a música. Rhian Daly, da NME, descobriu que "Bed Chem", juntamente com a faixa "Good Graces", são "moldadas à imagem de Ariana Grande". Carl Wilson, da Slate, acreditava que ela ou a faixa "Juno" eram as mais "excitantes" do álbum, e ele concordou que a frase título se tornaria popularmente online. A Nylon incluiu-a em sua lista das sete melhores músicas da semana de lançamento, com Sofia Ante afirmando que Carpenter estava "no seu momento mais charmosa — atrevida, sedutora e impossível de resistir — que te deixaria corado por três minutos inteiros".
| Publicação  | Lista                          | Classificação | Ref.   |
| ----------- | ------------------------------ | ------------- | ------ |
| Independent | As 20 Melhores Músicas de 2024 | 8             | [ 29 ] |

## Faixas e formatos
Vinil de 7
1. "Bed Chem" — 2:51
2. "Bed Chem" (instrumental) — 2:51

## Equipe e colaboradores
Créditos adaptados das notas do encarte do álbum Short n' Sweet.
- Sabrina Carpenter — vocais, compositora
- John Ryan — produtor, compositor, bateria, guitarra, teclado, percussão, programação, engenheiro, baixo
- Ian Kirkpatrick — produtor, compositor, bateria, guitarra, teclado, percussão, programação, engenheiro, baixo
- Julia Michaels — compositora, vocais de fundo
- Amy Allen — compositora, vocais de apoio
- Jeff Gunnell — engenheiro
- Nathan Dantzler — masterização
- Harrison Tate — assistência de masterização
- Serban Ghenea — mixagem
- Bryce Bordone — engenheiro de mixagem

## Desempenho nas tabelas musicais
| Tabela musical (2024)              | Melhor posição |
| ---------------------------------- | -------------- |
| Austrália (ARIA)                   | 10             |
| Canadá (Canadian Hot 100)          | 17             |
| Estados Unidos (Billboard Hot 100) | 14             |
| Estados Unidos (Pop Airplay)       | 21             |
| Estados Unidos (Rhythmic)          | 25             |
| Filipinas (Philippine Hot 100)     | 6              |
| Global 200 (Billboard)             | 14             |
| Grécia (Greece Digital Songs)      | 47             |
| Irlanda (IRMA)                     | 5              |
| Lituânia (TopHit)                  | 64             |
| Nigéria (TurnTable Top 100)        | 82             |
| Nova Zelândia (RMNZ)               | 9              |
| Portugal (AFP)                     | 30             |
| Reino Unido (Singles)              | 6              |
| Singapura (RIAS)                   | 10             |
| Suécia (Sverigetopplistan)         | 65             |

| Tabela musical (2024) | Melhor posição |
| --------------------- | -------------- |
| Lituânia (TopHit)     | 64             |

| País — Associação                                              | Certificação | Unidades/vendas certificadas |
| -------------------------------------------------------------- | ------------ | ---------------------------- |
| Nova Zelândia (RMNZ)                                           | Ouro         | 15,000‡                      |
| Reino Unido (BPI)                                              | Prata        | 200,000‡                     |
| ‡ Números de vendas+streaming baseados apenas na certificação. |              |                              |

## Histórico de lançamento
| Região         | Data                  | Formato               | Versão   | Gravadora | Ref.   |
| -------------- | --------------------- | --------------------- | -------- | --------- | ------ |
| Estados Unidos | 8 de outubro de 2024  | Rádios pop mainstream | Original | Island    | [ 50 ] |
| Várias         | 10 de janeiro de 2025 | Vinil de 7"           | Original | Island    | [ 30 ] |